# Джабарли Джафар Кафар-огли
Джафар Кафар-огли Джабарли (азерб. جعفر جبارلی, Cəfər Qafar oğlu Cabbarlı; 20 березня 1899, Хизи, Російська імперія — 31 грудня 1934, Баку, Азербайджанська РСР) — азербайджанський драматург, поет, театральний постановник і сценарист. Заслужений діяч мистецтв Азербайджанської РСР (1933), зачинатель соціалістичного реалізму в азербайджанській драматургії. В Літературній енциклопедії Джабарли названий тюркським письменником.

## Життєпис

Пам'ятник Джафару Джабарли (Баку, площа Джафара Джабарли). Скульптор Мир-Касимов Мір-Алі Мір-Асадулла-огли
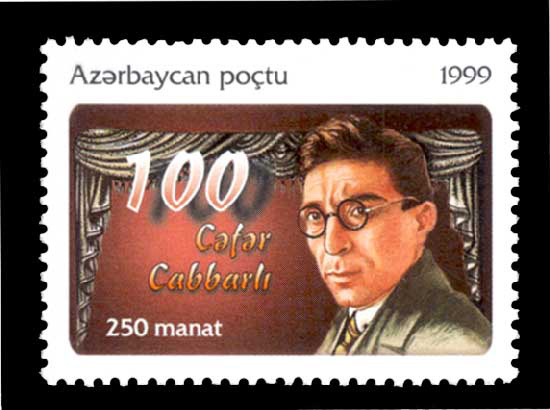
Марка, присвячена 100-річному ювілею з дня народження Джафара Джабарли

Народився 20 березня 1899 року в селищі Хизи в бідній селянській родині. Після смерті батька 1902 року, сім'я трирічного Джафара Джабарли переїхала до Баку. Згідно з кандидатом історичних наук Нуріде Гулієвою був татом. Спочатку Джафар займається вивченням Корану, після цього він вступає до школи Бадал-бека. У цій школі його навчає батько Мікаїла Мушфіґа, Мірза Гадір Ісмаїлзаде. Після того, як його виганяють зі школи, Джафар закінчує освіту в російсько-татарської школі. Там йому викладають Сулейман Сані Ахундов і Абдулла Шаїг. У своїх спогадах про Джафара Джабарли, Абдулла Шаїг пише:
«Я знаю Джафара Джабарли ще з тих пір, як він вчився в сьомій школі Баку. Він був одним з моїх улюблених учнів. Свій перший вірш першим зачитував мені і працював на основі моїх інструкцій. У нього була висока воля і оптимізм. Ніяка невдача не могла засмутити його, навпаки спонукала до стараннішої роботи над віршами. Він з легкістю приймав і засвоював усі поради та інструкції. Ймовірно, більшість перших віршів Джафара не було видано».
Пізніше, за допомоги Іси-бека Ашурбекова вступає у відділ електромеханіки Політехнічної школи. В цей час Джафар Джабарли публікує свої перші вірші в журналах «Бабаї-Емір», «Молла Насреддін», «Школа». Ці вірші публікуються під псевдонімами «Qəyyur-əyyar», «Şəbrəng-əyyar».  У період Азербайджанської Демократичної Республіки, Джафар Джабарли працював стенографом держави. З 1919 року був членом партії «Мусават», пізніше Мусаватського підпілля.
1920 року він вступив до Азербайджанського державного університету на факультет медицини, однак через відсутність інтересу до медицини, він незабаром перейшов на факультет сходознавства. Одночасно він відвідував гурток драми при Тюркському робочому театрі в Баку. 1929 року закінчив Азербайджанський державний університет. Почав друкуватися від 1915 року. Ранні сатиричні вірші і розповіді Джафара спрямовані проти соціальної нерівності, жіночого безправ'я і відсталості. 1916 року Джафар Джабарли пише історичну драму «Насреддін-шах», в якій викриває феодальну деспотію в Ірані. Подальші п'єси письменника «Айдин» (1922) і «Октай Ель-огли» (1923) зображують у суворій реалістичній манері реакційну сутність місцевої буржуазії. У 1923—1924 роках пише поему «Дівоча башта», в основі якої лежить легенда про трагічну долю жінки феодального Сходу. 1927 року пише історичну трагедію «Наречена вогню» про легендарного вождя визвольного повстання, Бабеке, яку спрямовує проти релігії ісламу і феодального гніту. 1931 року Джафар Джабарли пише п'єсу «1905 року», де показує обстановку міжетнічних зіткнень татар (азербайджанців) і вірмен у період першої російської революції в Закавказзі. Джабарли — автор лібрето опери Р. М. Глієра «Шахсенем» та багатьох кіносценаріїв. Був також перекладачем. Переклав азербайджанською мовою твори В. Шекспіра, Ф. Шіллера, П. Бомарше, Л. М. Толстого, Максима Горького та багатьох інших російських та європейських класиків.
Джафар Джабарли помер у віці 35 років від серцевої недостатності.